# Copa Argentina 2023
La Copa Argentina 2023 (conosciuta anche con il nome di Copa Argentina "AXION energy" 2023 per motivi di sponsorizzazione), è stata la 13ª edizione del torneo a eliminazione diretta nazionale di calcio argentino organizzato dalla AFA. Il torneo, che ha visto la partecipazione di 64 squadre, è stato vinto dall'Estudiantes (LP), che ha sconfitto in finale il Defensa y Justicia. La squadra vincitrice ha ottenuto il diritto di partecipare alla Coppa Libertadores 2024.

## Formato
Al torneo partecipano 64 squadre appartenenti a tutte le categorie del futbol argentino, distribuite in un tabellone "tennistico". Le squadre partecipanti sono:
- le 28 squadre della Primera División 2022;
- le migliori 15 squadre della Primera B Nacional 2022:
- la squadra vincitrice del Torneo Complemento 2021, la squadra campione del campionato di Primera B 2022, nonché le migliori 3 squadre classificate nella Tabla anual di questo campionato;
- le migliori 5 squadre classificatesi in ogni zona del Torneo Federal A 2022;
- le migliori 3 squadre classificatesi nella Tabla anual del campionato di Primera C 2022;
- la squadra vincitrice del campionato di Primera D 2022, nonché la squadra vincitrice del Torneo clasificatorio di questo medesimo campionato.[2][3]

Il sorteggio del tabellone è avvenuto il 3 novembre 2022.
Tutte le partite si disputano su gara unica in campo neutro. Se al termine dei tempi regolamentari permane il pareggio, le due squadre si affrontano direttamente ai calci di rigore.

## Squadre partecipanti
Nota: le categorie di appartenenza di ogni squadra fanno riferimento alla stagione 2022, nella quale hanno ottenuto la qualificazione.

### Primera División
- Aldosivi (trentaduesimi di finale)
- Argentinos Juniors (ottavi di finale)
- Arsenal Sarandí (trentaduesimi di finale)
- Atl. Tucumán (trentaduesimi di finale)
- Banfield (sedicesimi di finale)
- Barracas Central (sedicesimi di finale)
- Boca Juniors (semifinale)
- Central Córdoba (SdE) (sedicesimi di finale)
- Colón (SF) (ottavi di finale)
- Defensa y Justicia (finalista)
- Estudiantes (LP) (campione)
- Gimnasia (LP) (trentaduesimi di finale)
- Godoy Cruz (sedicesimi di finale)
- Huracán (quarti di finale)

- Independiente (ottavi di finale)
- Lanús (sedicesimi di finale)
- Newell's Old Boys (trentaduesimi di finale)
- Patronato (sedicesimi di finale)
- Platense (sedicesimi di finale)
- Racing Club (ottavi di finale)
- River Plate (sedicesimi di finale)
- Rosario Central (sedicesimi di finale)
- San Lorenzo (semifinale)
- Sarmiento (J) (trentaduesimi di finale)
- Talleres (C) (quarti di finale)
- Tigre (trentaduesimi di finale)
- Unión (SF) (trentaduesimi di finale)
- Vélez Sarsfield (sedicesimi di finale)

### Primera B Nacional
- All Boys (sedicesimi di finale)
- Almagro (ottavi di finale)
- Belgrano (ottavi di finale)
- Chacarita Juniors (trentaduesimi di finale)
- Chaco For Ever (quarti di finale)
- Def. de Belgrano (trentaduesimi di finale)
- Deportivo Morón (trentaduesimi di finale)
- Dep. Riestra (trentaduesimi di finale)

- Estudiantes (BA) (trentaduesimi di finale)
- Estudiantes (RC) (ottavi di finale)
- Gimnasia (M) (trentaduesimi di finale)
- Independiente Rivadavia (trentaduesimi di finale)
- Instituto (C) (sedicesimi di finale)
- San Martín (SJ) (quarti di finale)
- San Martín (T) (sedicesimi di finale)

### Primera B Metropolitana
- Colegiales (trentaduesimi di finale)
- Comunicaciones (trentaduesimi di finale)
- Def. Unidos (trentaduesimi di finale)

- Dep. Armenio (trentaduesimi di finale)
- Ituzaingó (trentaduesimi di finale)

### Torneo Federal A
- Central Norte (S) (trentaduesimi di finale)
- Ciudad de Bolívar (trentaduesimi di finale)
- Gimnasia (S) (trentaduesimi di finale)
- Independiente (C) (trentaduesimi di finale)
- Olimpo (trentaduesimi di finale)

- Racing (C) (trentaduesimi di finale)
- San Martín (F) (trentaduesimi di finale)
- Sarmiento (R) (trentaduesimi di finale)
- Sol de Mayo (V) (trentaduesimi di finale)
- Villa Mitre (ottavi di finale)

### Primera C
- Argentino (M) (trentaduesimi di finale)
- Claypole (sedicesimi di finale)

- Dep. Español (trentaduesimi di finale)
- Excursionistas (sedicesimi di finale)

### Primera D
- Centro Español (sedicesimi di finale)

- Yupanqui (trentaduesimi di finale)

## Tabellone
Dati aggiornati al 13 dicembre 2023.
Per determinare gli accoppiamenti dei trentaduesimi di finale, tutte le 64 squadre partecipanti sono state divise in due gruppi:
- 1º gruppo: le 28 squadre di Primera División, le migliori 4 squadre qualificate della Primera B Nacional;
- 2º gruppo: le 11 squadre rimanenti della Primera B Nacional; tutte le altre squadre.

Al momento del sorteggio, sono state estratte una squadra del primo gruppo ed una del secondo.
|  | Trentaduesimi di finale | Trentaduesimi di finale | Trentaduesimi di finale |  |  | Sedicesimi di finale  | Sedicesimi di finale  | Sedicesimi di finale   |                        |       | Ottavi di finale   | Ottavi di finale   | Ottavi di finale       |                        |       | Quarti di finale | Quarti di finale | Quarti di finale |                  |   | Semifinali | Semifinali | Semifinali         |                    |   | Finale | Finale | Finale |  |
|  |                         |                         |                         |  |  |                       |                       |                        |                        |       |                    |                    |                        |                        |       |                  |                  |                  |                  |   |            |            |                    |                    |   |        |        |        |  |
|  | River Plate             | River Plate             | 3                       |  |  |                       |                       |                        |                        |       |                    |                    |                        |                        |       |                  |                  |                  |                  |   |            |            |                    |                    |   |        |        |        |  |
|  | Racing (C)              | Racing (C)              | 0                       |  |  | River Plate           | River Plate           | 0                      |                        |       |                    |                    |                        |                        |       |                  |                  |                  |                  |   |            |            |                    |                    |   |        |        |        |  |
|  | Talleres (C)            | Talleres (C)            | 2                       |  |  | Talleres (C)          | Talleres (C)          | 1                      |                        |       |                    |                    |                        |                        |       |                  |                  |                  |                  |   |            |            |                    |                    |   |        |        |        |  |
|  | Chacarita Juniors       | Chacarita Juniors       | 0                       |  |  |                       |                       |                        |                        |       | Talleres (C) (r)   | Talleres (C) (r)   | 2 (3)                  |                        |       |                  |                  |                  |                  |   |            |            |                    |                    |   |        |        |        |  |
|  | Colón (SF)              | Colón (SF)              | 2                       |  |  |                       |                       | Colón (SF)             | Colón (SF)             | 2 (1) |                    |                    |                        |                        |       |                  |                  |                  |                  |   |            |            |                    |                    |   |        |        |        |  |
|  | Colegiales              | Colegiales              | 0                       |  |  | Colón (SF)            | Colón (SF)            | 2                      |                        |       |                    |                    |                        |                        |       |                  |                  |                  |                  |   |            |            |                    |                    |   |        |        |        |  |
|  | Lanús                   | Lanús                   | 3                       |  |  | Lanús                 | Lanús                 | 0                      |                        |       |                    |                    |                        |                        |       |                  |                  |                  |                  |   |            |            |                    |                    |   |        |        |        |  |
|  | Sol de Mayo (V)         | Sol de Mayo (V)         | 1                       |  |  |                       |                       |                        |                        |       | Talleres (C)       | Talleres (C)       | 1 (1)                  |                        |       |                  |                  |                  |                  |   |            |            |                    |                    |   |        |        |        |  |
|  | Gimnasia (LP)           | Gimnasia (LP)           | 1 (5)                   |  |  |                       |                       |                        |                        |       |                    |                    | Boca Juniors (r)       | Boca Juniors (r)       | 1 (4) |                  |                  |                  |                  |   |            |            |                    |                    |   |        |        |        |  |
|  | Excursionistas (r)      | Excursionistas (r)      | 1 (6)                   |  |  | Excursionistas        | Excursionistas        | 1                      |                        |       |                    |                    |                        |                        |       |                  |                  |                  |                  |   |            |            |                    |                    |   |        |        |        |  |
|  | Unión (SF)              | Unión (SF)              | 1 (3)                   |  |  | Almagro               | Almagro               | 4                      |                        |       |                    |                    |                        |                        |       |                  |                  |                  |                  |   |            |            |                    |                    |   |        |        |        |  |
|  | Almagro (r)             | Almagro (r)             | 1 (4)                   |  |  |                       |                       |                        |                        |       | Almagro            | Almagro            | 2 3                    |                        |       |                  |                  |                  |                  |   |            |            |                    |                    |   |        |        |        |  |
|  | Barracas Central        | Barracas Central        | 1                       |  |  |                       |                       | Boca Juniors (r)       | Boca Juniors (r)       | 2 (4) |                    |                    |                        |                        |       |                  |                  |                  |                  |   |            |            |                    |                    |   |        |        |        |  |
|  | Estudiantes (BA)        | Estudiantes (BA)        | 0                       |  |  | Barracas Central      | Barracas Central      | 1                      |                        |       |                    |                    |                        |                        |       |                  |                  |                  |                  |   |            |            |                    |                    |   |        |        |        |  |
|  | Boca Juniors            | Boca Juniors            | 2                       |  |  | Boca Juniors          | Boca Juniors          | 2                      |                        |       |                    |                    |                        |                        |       |                  |                  |                  |                  |   |            |            |                    |                    |   |        |        |        |  |
|  | Olimpo                  | Olimpo                  | 1                       |  |  |                       |                       |                        |                        |       | Boca Juniors       | Boca Juniors       | 2                      |                        |       |                  |                  |                  |                  |   |            |            |                    |                    |   |        |        |        |  |
|  | Racing Club             | Racing Club             | 3                       |  |  |                       |                       |                        |                        |       |                    |                    |                        |                        |       |                  |                  | Estudiantes (LP) | Estudiantes (LP) | 3 |            |            |                    |                    |   |        |        |        |  |
|  | San Martín (F)          | San Martín (F)          | 1                       |  |  | Racing Club           | Racing Club           | 2                      |                        |       |                    |                    |                        |                        |       |                  |                  |                  |                  |   |            |            |                    |                    |   |        |        |        |  |
|  | San Martín (T)          | San Martín (T)          | 2                       |  |  | San Martín (T)        | San Martín (T)        | 1                      |                        |       |                    |                    |                        |                        |       |                  |                  |                  |                  |   |            |            |                    |                    |   |        |        |        |  |
|  | Deportivo Morón         | Deportivo Morón         | 0                       |  |  |                       |                       |                        |                        |       | Racing Club        | Racing Club        | 3                      |                        |       |                  |                  |                  |                  |   |            |            |                    |                    |   |        |        |        |  |
|  | Instituto (C)           | Instituto (C)           | 2                       |  |  |                       |                       | Huracán                | Huracán                | 5     |                    |                    |                        |                        |       |                  |                  |                  |                  |   |            |            |                    |                    |   |        |        |        |  |
|  | Dep. Riestra            | Dep. Riestra            | 1                       |  |  | Instituto (C)         | Instituto (C)         | 0                      |                        |       |                    |                    |                        |                        |       |                  |                  |                  |                  |   |            |            |                    |                    |   |        |        |        |  |
|  | Huracán                 | Huracán                 | 4                       |  |  | Huracán               | Huracán               | 2                      |                        |       |                    |                    |                        |                        |       |                  |                  |                  |                  |   |            |            |                    |                    |   |        |        |        |  |
|  | Yupanqui                | Yupanqui                | 1                       |  |  |                       |                       |                        |                        |       | Huracán            | Huracán            | 0                      |                        |       |                  |                  |                  |                  |   |            |            |                    |                    |   |        |        |        |  |
|  | Independiente           | Independiente           | 3                       |  |  |                       |                       |                        |                        |       |                    |                    | Estudiantes (LP)       | Estudiantes (LP)       | 2     |                  |                  |                  |                  |   |            |            |                    |                    |   |        |        |        |  |
|  | Ciudad de Bolívar       | Ciudad de Bolívar       | 0                       |  |  | Independiente (r)     | Independiente (r)     | 0 (7)                  |                        |       |                    |                    |                        |                        |       |                  |                  |                  |                  |   |            |            |                    |                    |   |        |        |        |  |
|  | Central Córdoba (SdE)   | Central Córdoba (SdE)   | 3                       |  |  | Central Córdoba (SdE) | Central Córdoba (SdE) | 0 (6)                  |                        |       |                    |                    |                        |                        |       |                  |                  |                  |                  |   |            |            |                    |                    |   |        |        |        |  |
|  | Comunicaciones          | Comunicaciones          | 0                       |  |  |                       |                       |                        |                        |       | Independiente      | Independiente      | 1 (1)                  |                        |       |                  |                  |                  |                  |   |            |            |                    |                    |   |        |        |        |  |
|  | Gimnasia (M)            | Gimnasia (M)            | 0 (2)                   |  |  |                       |                       | Estudiantes (LP) (r)   | Estudiantes (LP) (r)   | 1 (3) |                    |                    |                        |                        |       |                  |                  |                  |                  |   |            |            |                    |                    |   |        |        |        |  |
|  | All Boys (r)            | All Boys (r)            | 0 (4)                   |  |  | All Boys              | All Boys              | 0                      |                        |       |                    |                    |                        |                        |       |                  |                  |                  |                  |   |            |            |                    |                    |   |        |        |        |  |
|  | Estudiantes (LP)        | Estudiantes (LP)        | 3                       |  |  | Estudiantes (LP)      | Estudiantes (LP)      | 1                      |                        |       |                    |                    |                        |                        |       |                  |                  |                  |                  |   |            |            |                    |                    |   |        |        |        |  |
|  | Independiente (C)       | Independiente (C)       | 0                       |  |  |                       |                       |                        |                        |       | Estudiantes (LP)   | Estudiantes (LP)   | 1                      |                        |       |                  |                  |                  |                  |   |            |            |                    |                    |   |        |        |        |  |
|  | Arsenal Sarandí         | Arsenal Sarandí         | 1 (6)                   |  |  |                       |                       |                        |                        |       |                    |                    |                        |                        |       |                  |                  |                  |                  |   |            |            | Defensa y Justicia | Defensa y Justicia | 0 |        |        |        |  |
|  | Villa Mitre (r)         | Villa Mitre (r)         | 1 (7)                   |  |  | Villa Mitre (r)       | Villa Mitre (r)       | 0 (4)                  |                        |       |                    |                    |                        |                        |       |                  |                  |                  |                  |   |            |            |                    |                    |   |        |        |        |  |
|  | Godoy Cruz              | Godoy Cruz              | 3                       |  |  | Godoy Cruz            | Godoy Cruz            | 0 (2)                  |                        |       |                    |                    |                        |                        |       |                  |                  |                  |                  |   |            |            |                    |                    |   |        |        |        |  |
|  | Def. Unidos             | Def. Unidos             | 1                       |  |  |                       |                       |                        |                        |       | Villa Mitre        | Villa Mitre        | 0 (3)                  |                        |       |                  |                  |                  |                  |   |            |            |                    |                    |   |        |        |        |  |
|  | Sarmiento (J)           | Sarmiento (J)           | 0 (5)                   |  |  |                       |                       | Chaco For Ever (r)     | Chaco For Ever (r)     | 0 (4) |                    |                    |                        |                        |       |                  |                  |                  |                  |   |            |            |                    |                    |   |        |        |        |  |
|  | Chaco For Ever (r)      | Chaco For Ever (r)      | 0 (6)                   |  |  | Chaco For Ever        | Chaco For Ever        | 1                      |                        |       |                    |                    |                        |                        |       |                  |                  |                  |                  |   |            |            |                    |                    |   |        |        |        |  |
|  | Rosario Central         | Rosario Central         | 4                       |  |  | Rosario Central       | Rosario Central       | 0                      |                        |       |                    |                    |                        |                        |       |                  |                  |                  |                  |   |            |            |                    |                    |   |        |        |        |  |
|  | Central Norte (S)       | Central Norte (S)       | 1                       |  |  |                       |                       |                        |                        |       | Chaco For Ever     | Chaco For Ever     | 1 (6)                  |                        |       |                  |                  |                  |                  |   |            |            |                    |                    |   |        |        |        |  |
|  | Banfield                | Banfield                | 3                       |  |  |                       |                       |                        |                        |       |                    |                    | Defensa y Justicia (r) | Defensa y Justicia (r) | 1 (7) |                  |                  |                  |                  |   |            |            |                    |                    |   |        |        |        |  |
|  | Argentino (M)           | Argentino (M)           | 0                       |  |  | Banfield              | Banfield              | 0                      |                        |       |                    |                    |                        |                        |       |                  |                  |                  |                  |   |            |            |                    |                    |   |        |        |        |  |
|  | Atl. Tucumán            | Atl. Tucumán            | 1                       |  |  | Estudiantes (RC)      | Estudiantes (RC)      | 1                      |                        |       |                    |                    |                        |                        |       |                  |                  |                  |                  |   |            |            |                    |                    |   |        |        |        |  |
|  | Estudiantes (RC)        | Estudiantes (RC)        | 3                       |  |  |                       |                       |                        |                        |       | Estudiantes (RC)   | Estudiantes (RC)   | 0 (5)                  |                        |       |                  |                  |                  |                  |   |            |            |                    |                    |   |        |        |        |  |
|  | Defensa y Justicia      | Defensa y Justicia      | 3                       |  |  |                       |                       | Defensa y Justicia (r) | Defensa y Justicia (r) | 0 (6) |                    |                    |                        |                        |       |                  |                  |                  |                  |   |            |            |                    |                    |   |        |        |        |  |
|  | Ituzaingó               | Ituzaingó               | 2                       |  |  | Defensa y Justicia    | Defensa y Justicia    | 1                      |                        |       |                    |                    |                        |                        |       |                  |                  |                  |                  |   |            |            |                    |                    |   |        |        |        |  |
|  | Tigre                   | Tigre                   | 1 (4)                   |  |  | Centro Español        | Centro Español        | 0                      |                        |       |                    |                    |                        |                        |       |                  |                  |                  |                  |   |            |            |                    |                    |   |        |        |        |  |
|  | Centro Español (r)      | Centro Español (r)      | 1 (5)                   |  |  |                       |                       |                        |                        |       | Defensa y Justicia | Defensa y Justicia | 1                      |                        |       |                  |                  |                  |                  |   |            |            |                    |                    |   |        |        |        |  |
|  | San Lorenzo             | San Lorenzo             | 3                       |  |  |                       |                       |                        |                        |       |                    |                    |                        |                        |       |                  |                  | San Lorenzo      | San Lorenzo      | 0 |            |            |                    |                    |   |        |        |        |  |
|  | Sarmiento (R)           | Sarmiento (R)           | 0                       |  |  | San Lorenzo (r)       | San Lorenzo (r)       | 0 (4)                  |                        |       |                    |                    |                        |                        |       |                  |                  |                  |                  |   |            |            |                    |                    |   |        |        |        |  |
|  | Platense                | Platense                | 2                       |  |  | Platense              | Platense              | 0 (3)                  |                        |       |                    |                    |                        |                        |       |                  |                  |                  |                  |   |            |            |                    |                    |   |        |        |        |  |
|  | Def. de Belgrano        | Def. de Belgrano        | 0                       |  |  |                       |                       |                        |                        |       | San Lorenzo        | San Lorenzo        | 1                      |                        |       |                  |                  |                  |                  |   |            |            |                    |                    |   |        |        |        |  |
|  | Belgrano                | Belgrano                | 2                       |  |  |                       |                       | Belgrano               | Belgrano               | 0     |                    |                    |                        |                        |       |                  |                  |                  |                  |   |            |            |                    |                    |   |        |        |        |  |
|  | Independiente Rivadavia | Independiente Rivadavia | 0                       |  |  | Belgrano              | Belgrano              | 1                      |                        |       |                    |                    |                        |                        |       |                  |                  |                  |                  |   |            |            |                    |                    |   |        |        |        |  |
|  | Newell's Old Boys       | Newell's Old Boys       | 0                       |  |  | Claypole              | Claypole              | 0                      |                        |       |                    |                    |                        |                        |       |                  |                  |                  |                  |   |            |            |                    |                    |   |        |        |        |  |
|  | Claypole                | Claypole                | 1                       |  |  |                       |                       |                        |                        |       | San Lorenzo        | San Lorenzo        | 1                      |                        |       |                  |                  |                  |                  |   |            |            |                    |                    |   |        |        |        |  |
|  | Patronato               | Patronato               | 2                       |  |  |                       |                       |                        |                        |       |                    |                    | San Martín (SJ)        | San Martín (SJ)        | 0     |                  |                  |                  |                  |   |            |            |                    |                    |   |        |        |        |  |
|  | Gimnasia (S)            | Gimnasia (S)            | 0                       |  |  | Patronato             | Patronato             | 1                      |                        |       |                    |                    |                        |                        |       |                  |                  |                  |                  |   |            |            |                    |                    |   |        |        |        |  |
|  | Argentinos Juniors      | Argentinos Juniors      | 3                       |  |  | Argentinos Juniors    | Argentinos Juniors    | 2                      |                        |       |                    |                    |                        |                        |       |                  |                  |                  |                  |   |            |            |                    |                    |   |        |        |        |  |
|  | Dep. Armenio            | Dep. Armenio            | 0                       |  |  |                       |                       |                        |                        |       | Argentinos Juniors | Argentinos Juniors | 0                      |                        |       |                  |                  |                  |                  |   |            |            |                    |                    |   |        |        |        |  |
|  | Aldosivi                | Aldosivi                | 0                       |  |  |                       |                       | San Martín (SJ)        | San Martín (SJ)        | 1     |                    |                    |                        |                        |       |                  |                  |                  |                  |   |            |            |                    |                    |   |        |        |        |  |
|  | San Martín (SJ)         | San Martín (SJ)         | 1                       |  |  | San Martín (SJ) (r)   | San Martín (SJ) (r)   | 2 (5)                  |                        |       |                    |                    |                        |                        |       |                  |                  |                  |                  |   |            |            |                    |                    |   |        |        |        |  |
|  | Vélez Sarsfield         | Vélez Sarsfield         | 5                       |  |  | Vélez Sarsfield       | Vélez Sarsfield       | 2 (4)                  |                        |       |                    |                    |                        |                        |       |                  |                  |                  |                  |   |            |            |                    |                    |   |        |        |        |  |
|  | Dep. Español            | Dep. Español            | 1                       |  |  |                       |                       |                        |                        |       |                    |                    |                        |                        |       |                  |                  |                  |                  |   |            |            |                    |                    |   |        |        |        |  |

## Risultati
Dati aggiornati al 13 dicembre 2023.

### Trentaduesimi di finale
| Arbitro: | N. Arasa |

|                        |           |  |
| González 65’ Russo 83’ | Marcatori |  |

| Arbitro: | L. Lobo Medina |

|                                              |           |                    |
| N. Fernández 8’ Barbona 10’ N. Fernández 61’ | Marcatori | 52’ Soria 71’ Sosa |

| Arbitro: | L. Comesaña |

|                                                    |           |              |
| Garro 25’ Cordero 39’ Cóccaro 70’ (rig.) Hezze 84’ | Marcatori | 41’ Paulides |

| Arbitro: | N. Arasa |

|                                    |           |  |
| Méndez 37’ Guasone 41’ Boselli 89’ | Marcatori |  |

| Arbitro: | S. Zunino |

|                                              |                      |                                           |
| Badaloni 1’                                  | Marcatori            | 55’ Senn                                  |
| Retegui Colidio Flores Castro Zabala Montoya | Tiri di rigore 4 – 5 | Ramasco Gayoso Ponce Ruiz Benítez Pellico |

| Arbitro: | F. Espinoza |

|                                                                     |                      |                                                                |
| Lescano 53’                                                         | Marcatori            | 75’ Barrios                                                    |
| Enrique Contín Ramírez Lescano Morales Napolitano Melluso Domínguez | Tiri di rigore 5 – 6 | Billordo Barrios González Puleio Figueroa Ferraro Piedra Bembo |

| Arbitro: | R. Rivero |

|  |           |            |
|  | Marcatori | 48’ Llodrá |

| Arbitro: | M.N. Ramírez |

|                                  |           |                |
| Opazo 43’ Rojas 86’ Guerrero 90’ | Marcatori | 1’ Chiquichano |

| Arbitro: | P. Giménez |

|                                               |                      |                                            |
| López Donatti Toledo Quiroga Quinteros Melano | Tiri di rigore 5 – 6 | Ibarra Romero Boasso Garay Allende Maccari |

| Arbitro: | S. Zunino |

|                                 |           |  |
| Borja 44’ Beltrán 57’ Pirez 68’ | Marcatori |  |

| Arbitro: | L. Comesaña |

|                                       |           |  |
| Ávalos 3’ Ávalos 51’ (rig.) Verón 64’ | Marcatori |  |

| Arbitro: | M. Ramírez |

|                                 |           |  |
| Pérez 22’ Blandi 44’ Blandi 52’ | Marcatori |  |

| Arbitro: | L. Comesaña |

|                                 |           |           |
| Sández 36’ Benedetto 78’ (rig.) | Marcatori | 89’ Hadad |

| Arbitro: | A. Penel |

|                                         |           |  |
| Cauteruccio 15’ Vallejo 65’ Giménez 88’ | Marcatori |  |

| Arbitro: | C. Córdoba |

|                       |           |  |
| Banegas 56’ Verón 79’ | Marcatori |  |

| Arbitro: | L. Lobo Medina |

|                            |           |  |
| Susvielles 87’ Hesar 90+4’ | Marcatori |  |

| Arbitro: | M. Ramírez |

|                       |           |  |
| Pierotti 6’ Arrua 49’ | Marcatori |  |

| Arbitro: | A. Franklin |

|                                                          |                      |                                                                       |
| Toloza 76’                                               | Marcatori            | 43’ Jara                                                              |
| Leal Peña Vega Guzmán Toloza Breitenbruch Souto Peinipil | Tiri di rigore 6 – 7 | Tunessi Manchafico González Mancinelli Peralta López Dauwalder Moyano |

| Arbitro: | P. Giménez |

|                           |           |  |
| Sabella 62’ Quiroga 90+4’ | Marcatori |  |

| Arbitro: | A. Gariano |

|                                                  |                      |                                                  |
| Machuca 23’                                      | Marcatori            | 53’ Cuello                                       |
| Corvalán Aued Gordillo Machuca Cañete Del Blanco | Tiri di rigore 3 – 4 | Ferreyra Schönfeld Varaldo Solé Martínez Rogoski |

| Arbitro: | F. Echenique |

|             |           |  |
| Insúa 90+6’ | Marcatori |  |

| Arbitro: | D. Ceballos |

|                               |           |             |
| Lema 3’ Esquivel 27’ Sand 44’ | Marcatori | 51’ Jerovic |

| Arbitro: | J. Baliño |

|               |           |                                        |
| Rodríguez 56’ | Marcatori | 73’ Reynaga 80’ Reynaga 90+2’ Villalba |

| Arbitro: | F. Acita |

|                               |                      |                                 |
| Bersano Castro Olivares Nasta | Tiri di rigore 2 – 4 | Muñoz Zárate Bovone Pardo Gatti |

| Arbitro: | N. Arasa |

|                                |           |  |
| Gamba 3’ Gamba 85’ Jourdan 87’ | Marcatori |  |

| Arbitro: | J. Barraza |

|                                                     |           |           |
| Campaz 41’ Suraci 63’ (aut.) Mallo 81’ Cortéz 90+2’ | Marcatori | 30’ Vella |

| Arbitro: | A. Gariano |

|                    |           |  |
| Sosa 6’ Bustos 15’ | Marcatori |  |

| Arbitro: | F. Acita |

|                                                               |           |             |
| Prestianni 20’ Brizuela 30’ Cabrera 33’ Janson 37’ Janson 50’ | Marcatori | 58’ Yossini |

| Arbitro: | L. Lobo Medina |

|                                 |           |                    |
| A. Martínez 10’ A. Martínez 51’ | Marcatori | 77’ (rig.) Alarcón |

| Arbitro: | A. Penel |

|  |           |                     |
|  | Marcatori | 90+5’ (rig.) Blanco |

| Arbitro: | G. Delfino |

|                                            |           |  |
| Digiano 19’ (aut.) Giménez 39’ Giménez 66’ | Marcatori |  |

| Arbitro: | N. Arasa |

|                                        |           |             |
| Arce 37’ S. Rodríguez 68’ Conechny 77’ | Marcatori | 20’ Disanto |

### Sedicesimi di finale
| Arbitro: | S. Martínez |

|             |           |  |
| Bogarín 57’ | Marcatori |  |

| Arbitro: | P. Echavarría |

|                     |           |            |
| Piovi 22’ Gómez 39’ | Marcatori | 75’ Dening |

| Arbitro: | A. Merlos |

|                                      |                      |                                               |
| Grahl 53’ Heredia 89’                | Marcatori            | 75’ Lobato 76’ (aut.) Pelaitay                |
| Vega Donato Ludueña Regalado Monllor | Tiri di rigore 5 – 4 | Cabrera Ortega Prestianni Osorio J. Fernández |

| Arbitro: | G. Delfino |

|                                      |                      |                                   |
| Manchafico González Mancinelli López | Tiri di rigore 4 – 2 | Ramírez Conechny Abrego Fernández |

| Arbitro: | L. Rey Hilfer |

|          |           |                            |
| Puig 64’ | Marcatori | 45+1’ Medina 48’ Merentiel |

| Arbitro: | F. Rapallini |

|  |           |           |
|  | Marcatori | 42’ Garro |

| Arbitro: | J. Pafundi |

|  |           |            |
|  | Marcatori | 38’ Méndez |

| Arbitro: | S. Trucco |

|             |           |                      |
| Russo 90+4’ | Marcatori | 12’ Verón 35’ Ávalos |

| Arbitro: | P. Dóvalo |

|              |           |                                                          |
| Villagra 84’ | Marcatori | 28’ Alderete 37’ Fernández 62’ Fernández 90+3’ Fernández |

| Arbitro: | Y. Falcón Pérez |

|                                       |                      |                                         |
| Luján Martegani Campi Bareiro Batalla | Tiri di rigore 4 – 3 | Rossi Taborda Servetto Marcich Martínez |

| Arbitro: | J. Carreras |

|                |           |  |
| Dellarossa 87’ | Marcatori |  |

| Arbitro: | J. Baliño |

|  |           |             |
|  | Marcatori | 22’ Talpone |

| Arbitro: | J. Barraza |

|            |           |  |
| Barrea 43’ | Marcatori |  |

| Arbitro: | P. Dóvalo |

|  |           |                         |
|  | Marcatori | 38’ Mazzantti 77’ Gauto |

| Arbitro: | P. Echavarría |

|                        |           |  |
| Galván 30’ Benítez 82’ | Marcatori |  |

| Arbitro: | F. Echenique |

|                                                                     |                      |                                                                  |
| Cauteruccio Costa Giménez Rojas Elizalde Báez Sayago Pozzo K. López | Tiri di rigore 7 – 6 | Pittón Canto Valdéz Angelini L. Rodríguez Soraire Mansilla Álvez |

### Ottavi di finale
| Arbitro: | Brian Ferreyra |

|                                              |                      |                                   |
| Manchafico González Peralta Mancinelli López | Tiri di rigore 3 – 4 | Emanuel Díaz Allende Romero Bruno |

| Arbitro: | Luis Lobo Medina |

|                                        |                      |                               |
| Sosa 57’ Benavídez 61’                 | Marcatori            | 39’ Galván 79’ Toledo         |
| Bustos Sequeira Benavídez Sosa Catalán | Tiri di rigore 3 – 1 | Toledo Meza Espinola Nardelli |

| Arbitro: | Pablo Giménez |

|  |           |          |
|  | Marcatori | 87’ Vega |

| Arbitro: | Sebastián Zunino |

|             |           |  |
| Girotti 10’ | Marcatori |  |

| Arbitro: | Nazareno Arasa |

|                                              |                      |                                               |
| Maffini Valiente Flores Leyes Reynaga Castet | Tiri di rigore 5 – 6 | Cardona Ríos Barbona Sant'Anna Pratto Bogarín |

| Arbitro: | Andrés Merlos |

|                               |                      |                        |
| González 29’                  | Marcatori            | 36’ Fernández          |
| Mancuello Giménez Laso Canelo | Tiri di rigore 1 – 3 | Sosa Benedetti Mancuso |

| Arbitro: | Fernando Echenique |

|                                |           |                                                           |
| Oroz 26’ Romero 52’ Romero 57’ | Marcatori | 6’ Carrizo 21’ Souto 40’ Benítez 46’ Fértoli 67’ Pussetto |

| Arbitro: | Luis Lobo Medina |

|                                              |                      |                                         |
| Silvera 58’ Maidana 74’                      | Marcatori            | 25’ Bullaude 45+2’ Blondel              |
| Basualdo Ferreyra Achucarro Conechny Maidana | Tiri di rigore 3 – 4 | Zeballos Benedetto Merentiel Figal Rojo |

### Quarti di finale
| Arbitro: | Fernando Espinoza |

|                    |           |  |
| Girotti 34’ (rig.) | Marcatori |  |

| Arbitro: | Fabricio Llobet |

|                                                                     |                      |                                                               |
| Dellarossa 68’                                                      | Marcatori            | 66’ Togni                                                     |
| Fernández Allende Iritier Villagra Monteseirín Bayk Nievas Barbieri | Tiri di rigore 6 – 7 | Cardona Ríos Castellani Barbona Pratto Bogarín Soto Tripichio |

| Arbitro: | Maximiliano Nicolás Ramírez |

|  |           |                                |
|  | Marcatori | 11’ (aut.) Souto 41’ Ascacíbar |

| Arbitro: | Fernando Echenique |

|                          |                      |                              |
| Benavídez 22’            | Marcatori            | 57’ (rig.) Cavani            |
| Bustos Barrera Benavídez | Tiri di rigore 1 – 4 | Benedetto Figal Cavani Barco |

### Semifinale
| Arbitro: | Yael Falcón Pérez |

|                             |           |                                          |
| Merentiel 28’ Merentiel 43’ | Marcatori | 2’ Carrillo 46’ Boselli 64’ (aut.) Figal |

| Arbitro: | Pablo Dóvalo |

|            |           |  |
| Solari 33’ | Marcatori |  |

### Finale
| Lanús 13 dicembre 2023, ore 21:10 UTC-3 Finale (gara unica) | Estudiantes (LP) | 1 – 0 referto | Defensa y Justicia | La Fortaleza |
| \| \| \| \| \| Carrillo 53’ \| Marcatori \| \|              |                  |               |                    |              |
|                                                             |                  |               |                    |              |
| Carrillo 53’                                                | Marcatori        |               |                    |              |

## Statistiche
Dati aggiornati al 16 ottobre 2023.

### Classifica marcatori
| Gol |  |  | Giocatore          | Squadra               |
| --- |  |  | ------------------ | --------------------- |
| 3   |  |  | Gabriel Ávalos     | Argentinos Juniors    |
| 3   |  |  | Enzo Fernández     | Almagro               |
| 2   |  |  | Lucas Gamba        | Central Córdoba (SdE) |
| 2   |  |  | Nicolás Fernández  | Def. y Justicia       |
| 2   |  |  | Ignacio Russo      | Patronato             |
| 2   |  |  | Ramón Sosa         | Talleres (C)          |
| 2   |  |  | Nicolás Blandi     | San Lorenzo           |
| 2   |  |  | Mauro Méndez       | Estudiantes           |
| 2   |  |  | Renzo Reynaga      | Estudiantes (RC)      |
| 2   |  |  | Maximiliano Romero | Racing Club           |
| 2   |  |  | Adrián Martínez    | Instituto             |
| 2   |  |  | Lucas Janson       | Vélez                 |
| 2   |  |  | Milton Giménez     | Banfield              |
| 2   |  |  | Tomás Galván       | Colón                 |
| 2   |  |  | Gastón Verón       | Argentinos Juniors    |